# エルナンド・フランコ
エルナンド・フランコ（Hernando Franco, 1532年 - 1585年11月28日）は、 スペインに生まれ、主にグアテマラやメキシコなどの中米で活躍したルネサンス音楽の作曲家。新大陸で活躍したスペイン系作曲家のうちで最も有名である。 

## 生涯
スペインはエストレマドゥーラ地方の寒村ガリスエラ（今日エスパラゴーサ・デ・ラーレスに属する集落）に生まれる。エストレマドゥーラは16世紀に新大陸への移民を多く出した地域である。フランコはセゴビア大聖堂でヘロニモ・デ・エスピナールに師事。エスピナールはビクトリアも師事した可能性がある。フランコは少年時代に、後のメキシコシティの楽長となるラサロ・デル・アラモに出会って意気投合した。
フランコは、おそらく1550年代にヌエバ・エスパーニャに渡ったと思われるものの、グアテマラシティ（1534年設立）の楽長に就任する1573年まで、その活動に関する記録は見当たらない。一連の予算削減によって音楽家への報酬支払いが不可能になると、フランコは1574年に同地を去り、メキシコシティに新設された大聖堂の楽長職に着任1575年、旧友アラモが同職の先任者のひとりであった（1556年〜1570年）。
フランコは非常に尊敬され、誰からも親しまれる人柄だったようだ。1581年には聖職禄として地所を与えられており、同時代の文書は、フランコの模範的な性格や音楽性について多くの紙面を割いている。フランコはメキシコ・シティの財政上の困難な時期にあたる1582年に隠退して、1585年に他界した。亡骸は大聖堂の礼拝堂に埋葬されている。

## 音楽作品とその影響力
フランコは、現存する限りで20曲のモテットと16曲のマニフィカト、4声体のエレミアの哀歌1曲を遺した。ミサ曲は1曲も作曲しなかったようだが、スペインの聖歌隊の指導者としては異例の「手抜き」である。しかし、フランコ作品は大半が散逸したということかもしれない。フランコと同名の作曲家による、ナワトル語によるいくつかの賛美歌が存在しているが、現在ではその作曲家は、キリスト教に改宗して受洗した際、当時の習慣にあったように、フランコの氏名をもらい受けた先住民だったろうと推論されている。（もしその通りなら、それらの賛美歌は、原アメリカ人作曲家によってヨーロッパの伝統的な記譜法で作曲された、現存する最古の楽譜ということになる。）
フランコの作曲様式は、同時期の他のスペイン人作曲家の様式に関連性があるものの、むしろ保守的であり、不協和音の扱いに慎重であり、半音階進行や技巧性を避け、実に禁欲主義に傾きがちである。マニフィカトの作曲作法は、モラーレスの流儀に影響されている。フランコ作品の声域は限られており、ことによると、ヨーロッパの音楽水準にまで達してはいない自分の聖歌隊の歌唱能力を反映させたのかもしれない。
フランコはグアテマラにおける最初の作曲家の一人である。グアテマラ大聖堂の文書館に眠る2つの曲、《啓示の光 Lumen ad revelationem 》と《いざ主を讃美せん Benedicamus Domino 》は、かの地に現存する最も初期の手稿譜である。メキシコにはフランコ以前に作曲家がいたが、同時代の人々から、メキシコで最高の作曲家と見なされたのはフランコだった。